# Barbatula dgebuadzei
Barbatula dgebuadzei är en fiskart som först beskrevs av Prokofiev 2003.  Barbatula dgebuadzei ingår i släktet Barbatula och familjen grönlingsfiskar. Inga underarter finns listade.